# ぷっちぬき
『ぷっちぬき』は、テレビ東京（関東ローカル）で2006年4月3日から2007年3月28日の間に放送されていたトークを交えた広報番組である。『ぷっちNUKI』（ぶちぬきの姉妹番組）の後継番組。なお、『Eネ!』とは姉妹番組。

## 出演者
- 大橋未歩（テレビ東京アナウンサー）
2006年6月30日をもって、ぷっちぬきを卒業。
- 大竹佐知（テレビ東京アナウンサー）- 2006年7月3日 -
- 吉本興業の若手芸人（メンバーは定期的に替わる。）
  - 次長課長
  - タカアンドトシ
  - ダイノジ
  - ライセンス
  - POISON GIRL BAND
- イレギュラー出演
  - カラテカ － 8月21日 - 8月23日の放送で、アルバイトで出演できなくなったダイノジに代わって出演した。

## 放送時間
- 月曜日、火曜日、水曜日、金曜日 深夜2:30 - 2:45
- 木曜日 深夜2:15 - 2:30

## 主要企画
毎週テーマに沿って、大橋未歩が吉本興業の芸人と同好会を結成し、テーマと縁のある場所を訪ねて楽しくトークを繰り広げる（7月3日以降は新人アナウンサー大竹佐知の実戦経験をする目的も含まれていると思われる）。
1. 新宿南口同好会 - ライセンス - （4月3日 - 7日）
2. アニメ同好会 - タカアンドトシ - （4月10日 - 14日）
3. 映画同好会 - 次長課長 - （4月17日 - 21日）
4. 上海同好会 - 次長課長 - （4月24日、26日）
5. イリュージョン同好会 - ライセンス - （5月1日、2日、5日）
6. 間宮同好会 - ライセンス - （5月8日 - 10日、12日）
7. 占い同好会 - ダイノジ - （5月15日 - 17日、19日）
8. 2ndハウス同好会 - ダイノジ - （5月22日 - 24日、26日）
9. 日常同好会 - POISON GIRL BAND - （5月29日 - 31日、6月2日）
10. 萌え写真同好会／映画同好会 - POISON GIRL BAND - （6月5日 - 7日）
11. セレブ同好会 - POISON GIRL BAND - （6月12日、14日、16日）
12. ひんやり同好会 - ライセンス - （6月19日 - 21日、23日）
13. ドラマ鑑賞同好会 - ライセンス - （6月26日 - 28日、30日）
鑑賞ドラマは『下北GLORY DAYS』。この週、大竹佐知が本編初登場。この週をもって大橋未歩が卒業。
14. オンラインゲーム同好会 - ライセンス - （7月3日、4日、7日）
15. ポケモン同好会 - タカアンドトシ - （7月10日 - 12日、14日）
16. リボンの騎士同好会 - タカアンドトシ - （7月17日 - 19日、21日）
17. 今夜もドル箱!!R同好会 - POISON GIRL BAND - （7月24日 - 26日、28日）
18. アニマル同好会 - POISON GIRL BAND - （7月31日、8月1日、4日）
19. ナルト（NARUTO -ナルト-）同好会 - ダイノジ - （8月7日、9日）
20. 青春漫画同好会 - ダイノジ - （8月14日 - 16日）
21. 下北GLORY DAYS同好会 - カラテカ（イレギュラー・ダイノジの代行） - （8月21日 - 23日）
22. アイドル同好会 - カラテカ（イレギュラー） - （8月28日 - 30日）
ゲスト出演：金田美香、滝ありさ、ますきあこ
23. 上海同好会 - ライセンス - （9月4日 - 6日）
24. イケメン同好会 - ライセンス - （9月11日 - 13日）
ゲスト出演：土屋裕一、中村蒼（舞台『田園に死す』出演者）
25. ダイノジ大谷の持ち込み企画 怨み屋本舗同好会 - POISON GIRL BAND、大谷ノブヒコ（ダイノジ） - （9月18日 - 20日）
ゲスト出演：木下あゆ美
26. ダイノジ大谷の持ち込み企画 スケバン刑事同好会 - POISON GIRL BAND、大谷ノブヒコ（ダイノジ） - （9月25日 - 27日）
27. BLEACH同好会 - ライセンス、大西ライオン - （10月2日 - 4日）
28. スチーム係長同好会 - ライセンス、大西ライオン - （10月9日 - 11日）
29. ディズニー同好会 - タカアンドトシ - （10月16日 - 18日）

## コーナー
- ぷっちヨガ（指導:遠藤裕子）- 月曜日、火曜日放送（2006年4月 - 7月：月曜日、水曜日、金曜日）

大竹佐知（以前は大橋未歩）といもうとが就寝前のヨガを行う。
- ぷっちモノ

4月 - 6月、番組で今注目のモノを紹介する。
7月、大橋未歩デザインの番組オリジナルTシャツの販売キャンペーンのが行われた。
8月、大竹佐知プロデュースの番組オリジナルプリン作りの模様を放送。
- 終了したコーナー
  - 女子アナ誕生物語（2006年6月27日で終了）

2006年新人アナウンサー大竹佐知が、新人研修期間を経て晴れてアナウンサーになるまでの様子を追ったコーナー。

## コーナーの変遷
- 月曜日、火曜日 - 同好会とぷっちヨガ
  - 月曜日の変遷：「同好会」と【4月 - 、「ぷっちヨガ」→7月、「ぷっちヨガ」と「ぷっちモノ」→8月 - 、「ぷっちヨガ」】
  - 火曜日の変遷：「同好会」と【5月 - 6月、「女子アナ誕生物語」→7月、「ぷっちモノ」→8月 - 、「ぷっちヨガ」】
- 水曜日　-　「同好会」と「ぷっちモノ」
  - 水曜日の変遷：「同好会」と【4月 - 6月、「ぷっちヨガ」→7月、「ぷっちヨガ」と「ぷっちモノ」→8月 - 「ぷっちモノ」】
- 木曜日 - ぷっちぬき Plesents（「原宿物語」、「原宿物語Ⅱ」、「ハワイ物語」「SIDE-C」などを放送）
  - 木曜日の変遷：【「同好会」→「ぷっちぬき Plesents」】
- 金曜日 - 「語源刑事」
  - 金曜日の変遷：【4月 - 7月、「同好会」と「ぷっちヨガ」→7月、「同好会」と「ぷっちヨガ」と「ぷっちモノ」→8月 - 「語源刑事」】

## スタッフ
- ナレーター：赤平大、矢内雄一郎（以上テレビ東京アナウンサー）
- 構成：相澤昇、川上テッペイ、垣端鑑
- 編集：岩崎一博、山口一
- マルチオーディオ：伊東謙二
- 音効：木村俊之、塩谷弘樹
- メイク：山田かつら
- タイトル：橋本博行
- 協力：コールツプロダクション、テクノマックス、テレビ東京アート
- 衣装協力：OPEN DICH、gym master
- コンテンツ事務局：井口晴之、細谷伸之、戸澤更成、安井美紀子
- デスク：太田みどり
- WEBプロデューサー：吉澤有、細谷伸之
- 制作進行：谷内愛
- ディレクター：田吹康、中内竜也、松井美保
- 演出：福島和弘
- プロデューサー：岩花太郎、亀山嘉之
- 制作協力：カメレオンフィルム